# Nuggets: Original Artyfacts from the First Psychedelic Era, 1965-1968
Albums de Various artists
Nuggets II: Original Artyfacts from the British Empire and Beyond, 1964-1969
(2001)
Nuggets: Original Artyfacts from the First Psychedelic Era est une compilation de chansons de rock peu connues de la deuxième moitié des années 1960, réunies par Jac Holzman (fondateur d'Elektra Records) et Lenny Kaye (futur guitariste de Patti Smith). Les artistes présents sur cette compilation eurent une grande influence sur le mouvement punk.
L'album a été réédité en 1998 par Rhino sous la forme d'un coffret de quatre CD, avec 91 chansons supplémentaires. Ce coffret connut un tel succès que Rhino en publia deux autres par la suite, Nuggets II: Original Artyfacts from the British Empire and Beyond, 1964-1969 en 2001, et Children of Nuggets: Original Artyfacts From The Second Psychedelic Era, 1976-1995 en 2005.
En 2003, le magazine Rolling Stone a classé la compilation originale à la 196e place dans sa liste des 500 plus grands albums de tous les temps.

## Titres

### Compilation originale / Disque 1 du coffret Rhino
1. The Electric Prunes – I Had Too Much to Dream (Last Night) – 3:02
2. The Standells – Dirty Water – 2:50
3. The Strangeloves (en) – Night Time – 2:35
4. The Knickerbockers (en) – Lies – 2:46
5. The Vagrants (en) – Respect – 2:17
6. Mouse (en) – A Public Execution – 3:02
7. The Blues Project – No Time Like the Right Time – 2:49
8. The Shadows of Knight – Oh Yeah – 2:51
9. The Seeds – Pushin' Too Hard – 2:39
10. The Barbarians – Moulty – 2:37
11. The Remains – Don't Look Back – 2:45
12. The Magicians (en) – An Invitation to Cry – 2:59
13. The Castaways – Liar, Liar – 1:56
14. 13th Floor Elevators – You're Gonna Miss Me – 2:31
15. Count Five – Psychotic Reaction – 3:09
16. The Leaves – Hey Joe – 2:53
17. Michael and the Messengers (en) – Romeo and Juliet – 2:02
18. The Cryan' Shames (en) – Sugar and Spice – 2:33
19. The Amboy Dukes – Baby, Please Don't Go – 5:41
20. Blues Magoos – Tobacco Road – 4:44
21. The Chocolate Watchband – Let's Talk About Girls – 2:45
22. The Mojo Men (en) – Sit Down, I Think I Love You – 2:25
23. The Third Rail (en) – Run, Run, Run – 1:57
24. Sagittarius (en) – My World Fell Down – 3:52
25. Nazz – Open My Eyes – 2:47
26. The Premiers (en) – Farmer John – 2:29
27. The Magic Mushrooms (en) – It's-a-Happening – 2:47

### Disque 2 du coffret Rhino
1. The Music Machine – Talk Talk – 1:59
2. The Del-Vetts – Last Time Around – 2:42
3. The Human Beinz – Nobody but Me – 2:19
4. Kenny and The Kasuals – Journey to Tyme – 2:36
5. The Sparkles (en) – No Friend of Mine – 2:26
6. The Turtles – Outside Chance – 2:04
7. The Litter (en) – Action Woman – 2:33
8. The Elastik Band – Spazz – 2:46
9. The Chocolate Watchband – Sweet Young Thing – 2:59
10. Strawberry Alarm Clock – Incense and Peppermints – 2:50
11. The Brogues – I Ain't No Miracle Worker – 2:49
12. Love – 7 and 7 Is – 2:25
13. The Outsiders – Time Won't Let Me – 2:50
14. The Squires – Going All the Way – 2:22
15. The Shadows of Knight – I'm Gonna Make You Mine – 2:33
16. Kim Fowley – The Trip – 2:03
17. The Seeds – Can't Seem to Make You Mine – 2:36
18. The Remains – Why Do I Cry – 2:50
19. The Beau Brummels – Laugh, Laugh – 2:54
20. The Nightcrawlers (en) – The Little Black Egg – 2:45
21. The Gants (en) – I Wonder – 2:15
22. Five Americans (en) – I See the Light – 2:09
23. The Woolies (en) – Who Do You Love? – 2:04
24. The Swingin' Medallions (en) – Double Shot (Of My Baby's Love) – 2:17
25. The Merry-Go-Round (en) – Live – 2:37
26. Paul Revere and the Raiders – Steppin' Out – 2:13
27. Captain Beefheart and His Magic Band – Diddy Wah Diddy – 2:29
28. The Sonics – Strychnine – 2:12
29. Syndicate of Sound – Little Girl – 2:29
30. Blues Magoos – (We Ain't Got) Nothin' Yet – 2:18
31. Max Frost and the Troopers (en) – Shape of Things to Come – 1:54

### Disque 3 du coffret Rhino
1. The Hombres – Let It Out (Let It All Hang Out) – 2:10
2. The Golliwogs – Fight Fire – 2:34
3. New Colony Six – At the River's Edge – 2:39
4. The Daily Flash – Jack of Diamonds – 2:38
5. Lyme and Cybelle – Follow Me – 2:30
6. The Choir – It's Cold Outside – 2:51
7. The Rare Breed – Beg, Borrow and Steal – 2:32
8. Sir Douglas Quintet – She's About a Mover – 2:25
9. The Music Explosion – Little Bit o' Soul – 2:22
10. The E-Types – Put the Clock Back on the Wall – 2:24
11. The Palace Guard – Falling Sugar – 2:10
12. The Gestures – Run, Run, Run – 2:18
13. The Rationals – I Need You – 2:16
14. The Humane Society – Knock, Knock – 2:58
15. The Groupies – Primitive – 3:51
16. The Sonics – Psycho – 2:17
17. The Lyrics – So What!! – 2:50
18. The Lollipop Shoppe – You Must Be a Witch – 2:49
19. The Balloon Farm – A Question of Temperature – 2:40
20. Mouse and the Traps – Maid of Sugar - Maid of Spice – 2:39
21. The Uniques – You Ain't Tuff – 2:21
22. The Standells – Sometimes Good Guys Don't Wear White – 2:38
23. The Mojo Men – She's My Baby – 3:02
24. Unrelated Segments – Story of My Life – 2:44
25. The Third Bardo – I'm Five Years Ahead of My Time – 2:16
26. We the People – Mirror of Your Mind – 2:45
27. The Shadows of Knight – Bad Little Woman – 2:39
28. The Music Machine – Double Yellow Line – 2:13
29. The Human Expression – Optical Sound – 2:37
30. The Amboy Dukes – Journey to the Center of the Mind – 3:34

### Disque 4 du coffret Rhino
1. The Chocolate Watchband – Are You Gonna Be There (At the Love-In) – 2:27
2. The Leaves – Too Many People – 2:46
3. The Brigands – (Would I Still Be) Her Big Man – 2:16
4. The Barbarians – Are You a Boy or Are You a Girl – 2:21
5. Sam the Sham and the Pharaohs – Wooly Bully – 2:45
6. The Strangeloves – I Want Candy – 2:21
7. The Kingsmen – Louie Louie – 2:20
8. The Knickerbockers – One Track Mind – 2:37
9. The Wailers – Out of Our Tree – 3:32
10. Harbinger Complex – I Think I'm Down – 2:28
11. The Dovers – What Am I Going to Do – 2:41
12. The Charlatans – Codine – 2:25
13. The Mystery Trend – Johnny Was a Good Boy – 2:38
14. Clefs of Lavender Hill – Stop - Get a Ticket – 2:28
15. The Monks – Complication – 2:24
16. The Sonics – The Witch – 2:40
17. The Electric Prunes – Get Me to the World on Time – 2:33
18. The Other Half – Mr. Pharmacist – 2:34
19. Richard and the Young Lions – Open Up Your Door – 2:45
20. Paul Revere and the Raiders – Just Like Me – 2:24
21. We the People – You Burn Me Up and Down – 2:22
22. The Lemon Drops – I Live in the Springtime – 3:00
23. Fenwyck – Mindrocker – 2:54
24. The Rumors – Hold Me Now – 2:29
25. The Underdogs – Love's Gone Bad – 2:29
26. The Standells – Why Pick on Me – 2:46
27. The Zakary Thaks – Bad Girl – 2:10
28. GONN – Blackout of Gretely – 4:36
29. The Bees – Voices Green and Purple – 1:35
30. Davie Allan and the Arrows – Blues' Theme – 2:09

### Nuggets Volume 2
Lenny Kaye a également compilé un deuxième volume qui n'a jamais été publié. Ci-dessous la liste provisoire des pistes pour le deuxième volume inédit de Nuggets par Lenny Kaye.
1. The Lovin' Spoonful – Do You Believe in Magic (Kama Sutra)
2. The Outsiders – Time Won’t Let Me (Capitol)
3. The Left Banke – Walk Away Renée (Smash)
4. Syndicate of Sound – Little Girl (Bell)
5. The Balloon Farm – A Question of Temperature (Laurie)
6. Swingin' Medallions – Double Shot of My Baby’s Love (Smash)
7. The Gentrys – Keep On Dancing (MGM)
8. The Music Machine – Talk Talk (Original Sound)
9. The Five Americans – I See the Light (Abnak/HBR)
10. ? & the Mysterians – 96 Tears (Cameo)
11. Richard & The Young Lions – Open Up Your Door (Phillips)
12. The Beau Brummels – Laugh, Laugh OR Just a Little (Autumn)
13. Clefs of Lavender Hill – Stop-Get a Ticket (Date)
14. The Rainy Daze – That Acapulco Gold (Uni)
15. The Elastik Band – Spazz (Atco)
16. The Mystery Trend – Johnny Was a Good Boy (Verve)
17. The Good Rats – The Hobo (Kapp)
18. The Yellow Balloon – Yellow Balloon (Canterbury)
19. The Gestures – Run Run Run (Soma)
20. The Choir – It’s Cold Outside (Roulette)
21. Bobby Fuller Four – I Fought the Law (Mustang)
22. The Myddle Class – Free as the Wind (Tomorrow)
23. The Evil – Whatcha Gonna Do About It? (Capitol)
24. The Gants – Road Runner (Liberty)
25. The Music Explosion – A Little Bit of Soul (Laurie)
26. The North Atlantic Invasion Force – Black on White (Mr. G)
27. The Monocles – Spider and the Fly (Chicory)
28. The Lollipop Shoppe – You Must Be a Witch (Uni)
29. The Kaleidoscope – Just a Taste (Epic)
30. Gonn – Blackout of Gretely (Emir)
31. The Squires – Goin’ All the Way (Atco)
32. Link Cromwell (a.k.a. Lenny Kaye) – Crazy Like a Fox (Hollywood)